# Johannes Kunkel (Posaunist)
Johannes Kunkel (* 1958 in Offenbach am Main) ist ein deutscher Posaunist und Landesposaunenwart der Evangelischen Kirche in Hessen und Nassau für Rheinhessen und Südnassau.
Kunkel, der in einem hessischen Pfarrhaus aufwuchs, studierte nach dem Abitur an der Melanchthon-Schule in Willingshausen-Steina zunächst Evangelische Theologie an der Philipps-Universität Marburg, dann  Musikpädagogik an der Musikakademie Kassel. Das Studium schloss Kunkel erfolgreich als staatlich geprüfter Posaunenlehrer ab. Nach dem Examen wurde er vom Posaunenwerk der Evangelischen Kirche in Hessen und Nassau in Frankfurt am Main zum Landesposaunenwart berufen.
Zu seinen besonderen Aufgaben gehört die Leitung des Auswahlchores BiHuN (Bläserkreis in Hessen und Nassau), dessen Aufgabe die Aufführung von anspruchsvollerer Bläsermusik in Konzerten und Gottesdiensten ist. Zusätzlich zu diesem Ensemble gründete er mit Burkhard Jungcurt das Projekt brass & band.